# Poolse kampioenschappen veldrijden
De Poolse kampioenschappen veldrijden zijn een jaarlijks terugkerende wedstrijd om te bepalen welke veldrijder er kampioen van Polen wordt.

## Mannen

### Elite
| Jaar | Plaats              | · Kampioen           | · Zilver             | · Brons              |
| ---- | ------------------- | -------------------- | -------------------- | -------------------- |
| 2019 | Koziegłowy          | Marek Konwa          | Bartosz Mikler       | Patryk Kostecki      |
| 2018 | Kozieglowy          | Marek Konwa          | Bartosz Mikler       | Patryk Kostecki      |
| 2017 |                     | Marek Konwa          | Mariusz Gil          | Marceli Boguslawski  |
| 2016 | Lublin              | Marek Konwa          | Marceli Boguslawski  | Mariusz Gil          |
| 2015 |                     | Marek Konwa          | Mariusz Gil          | Kacper Szczepaniak   |
| 2014 | Biergane            | Marek Konwa          | Mariusz Gil          | Andrzej Kaiser       |
| 2013 | Kozieglowy          | Marek Konwa          | Mariusz Gil          | Andrzej Kaiser       |
| 2012 | Elk                 | Mariusz Gil          | Marek Cichosz        | Slawomir Pituch      |
| 2011 | Gosciencin          | Mariusz Gil          | Marek Cichosz        | Andrzej Kaiser       |
| 2010 | Szczekociny         | Mariusz Gil          | Pawel Szczepaniak    | Marek Cichosz        |
| 2009 | Gorzyca             | Pawel Szczepaniak    | Marek Cichosz        | Mariusz Gil          |
| 2008 | Złoty Potok         | Mariusz Gil          | Pawel Szczepaniak    | Marek Cichosz        |
| 2007 | Kozienice           | Marek Cichosz        | Dariusz Gil          | Mariusz Gil          |
| 2006 | Słubice             | Marek Cichosz        | Dariusz Gil          | Mariusz Gil          |
| 2005 | Elk                 | Dariusz Gil          | Tadeusz Korzeniewski | Piotr Wysmyk         |
| 2004 |                     | Dariusz Gil          | Piotr Wysmyk         | Tadeusz Korzeniewski |
| 2003 |                     | Dariusz Gil          | Tadeusz Korzeniewski | Marek Cichosz        |
| 2002 |                     | Tadeusz Korzeniewski | Dariusz Gil          | Radoslaw Czapla      |
| 2001 | Zielona Góra        | Dariusz Gil          | Tadeusz Korzeniewski | Radoslaw Czapla      |
| 2000 |                     | Tadeusz Korzeniewski | Pawel Cierpikowski   | Radoslaw Czapla      |
| 1999 |                     | Tadeusz Korzeniewski | Dariusz Gil          | Radoslaw Czapla      |
| 1998 | Elk                 | Tadeusz Korzeniewski | Dariusz Gil          | Marek Galinski       |
| 1997 | Gorzów Wielkopolski | Dariusz Gil          | Tadeusz Korzeniewski | Slawomir Frejowski   |
| 1996 | Nowogard            | Dariusz Gil          | Tadeusz Korzeniewski | Slawomir Barul       |
| 1995 |                     | Slawomir Barul       | Dariusz Gil          | Marek Galinski       |
| 1994 |                     | Slawomir Barul       | Tadeusz Korzeniewski | Ireneusz Pacyniak    |
| 1993 |                     | Slawomir Barul       | Dariusz Gil          | Edward Piech         |
| 1992 |                     | Tadeusz Korzeniewski | Slawomir Barul       | Wojciech Kadrzyński  |
| 1991 |                     | Slawomir Barul       | Wojciech Kadrzyński  | Robert Bondaryk      |
| 1990 |                     | Edward Piech         | Wojciech Kadrzyński  | Slawomir Barul       |

### Beloften
- 1996 : Marek Galinski
- 1997 : Rafael Chmiel
- 1998 : Pawel Cierpikowski
- 1999 : Gregorz Bodnar
- 2000 : Gregorz Bodnar
- 2001 : Marek Cichosz
- 2002 : Mariusz Gil
- 2003 : Mariusz Gil
- 2004 : Mariusz Gil
- 2005 : Mariusz Gil
- 2006 : Michal Werstak
- 2007 : Marcin Sobiepanek
- 2008 : Paweł Szczepaniak
- 2009 : Kacper Szczepaniak
- 2010 : Kacper Szczepaniak
- 2011 : Marek Konwa
- 2012 : Marek Konwa
- 2013 : Bartosz Pilis
- 2014 : Patryk Stosz
- 2015 : Bartosz Mikler
- 2019 : Wojciech Ceniuch

### Junioren
- 1987 : Joachim Halupczok
- 1996 : Kamil Wolski
- 1997 : Slawomir Bednarek
- 1998 : Krzysztof Murdza
- 2000 : Mariusz Gil
- 2001 : Mariusz Gil
- 2002 : Krzysztof Kuzniak
- 2003 : Michal Werstak
- 2004 : Krzysztof Wieczorek
- 2005 : Marcin Sobiepanek
- 2007 : Marek Konwa
- 2008 : Kacper Szczepaniak
- 2009 : Andrzej Bartkiewicz
- 2010 : Janusz Lesnau
- 2012 : Michal Paluta
- 2013 : Michal Paluta
- 2014 : Marceli Bogusławski
- 2015 : Szymon Sajnok
- 2016 : Tomasz Rzeszutek
- 2017 : Stanislaw Nowak
- 2018 : Piotr Kryński
- 2019 : Piotr Kryński

## Vrouwen

### Elite
- 1998 : Beata Salapa
- 1999 : Sylwia Juszczak
- 2000 : Sylwia Juszczak
- 2001 : Aleksandra Zabrocka
- 2002 : Dorota Warczyk
- 2003 : Aleksandra Zabrocka
- 2004 : Marlena Pyrgies
- 2007 : Magdalena Pyrgies
- 2008 : Marzena Wasiuk
- 2009 : Kinga Mudyn
- 2010 : Marzena Wasiuk
- 2011 : Dorota Warczyk
- 2012 : Olga Wasiuk
- 2013 : Magdalena Pyrgies
- 2014 : Paula Gorycka
- 2015 : Olga Wasiuk
- 2016 : Olga Wasiuk
- 2017 : Magdalena Sadlecka
- 2017 : Marta Turobos

### Junioren
- 2000 : Aleksandra Zabrocka
- 2007 : Magdalena Wójkiewicz
- 2008 : Magdalena Wójkiewicz
- 2009 : Agnieszka Rek

Kampioenschappen:  Wereldkampioenschappen ·
 Europese kampioenschappen ·
 Pan-Amerikaanse kampioenschappen
 België ·
 Canada ·
 Denemarken ·
 Duitsland ·
 Finland ·
 Frankrijk ·
 Hongarije ·
 Ierland ·
 Italië ·
 Japan ·
 Kroatië ·
 Luxemburg ·
 Nederland ·
 Nieuw-Zeeland ·
 Noorwegen ·
 Oostenrijk ·
 Polen ·
 Servië ·
 Slowakije ·
 Spanje ·
 Tsjechië ·
 Verenigd Koninkrijk ·
 Verenigde Staten ·
 Zweden ·
 Zwitserland
Klassementen:  Wereldbeker ·
 Superprestige ·
 X²O Badkamers Trofee ·
 HSF System Cup ·
 USCX Series ·
 Coupe de France ·
 National Trophy Series ·
 Giro d'Italia Ciclocross ·
 Copa de España ·
 New England Series ·
 Swiss Cyclocross Cup
Overig:  Exact Cross
Voormalig:  EKZ CrossTour ·  Rectavit Series ·  US Cup